# Paul Weigmann
Paul Weigmann (* 20. Mai 1923 in Leverkusen; † 12. Februar 2009 in Küppersteg) war ein deutscher Glasmaler und Zeichner.

## Leben
Paul Weigmann studierte an den Kölner Werkschulen bei Wilhelm Teuwen (1908–1967), Professor für Glasmalerei von 1946 bis 1967, dessen Meisterschüler er wurde.
Seit 1969 lebte und arbeitete Paul Weigmann in Küppersteg, einem Stadtteil von Leverkusen, in einem Haus, das der Architekt Karl-Josef Ernst, ein Neffe des Künstlers Max Ernst, entworfen hat.
Hier unterrichtete er auch seine Schüler. Jahrelang leitete Paul Weigmann die Kreativgruppen in der Ausbildungsabteilung der Bayer AG.
Paul Weigmann war verheiratet mit Marga Weigmann.

## Werke
Nach dem Zweiten Weltkrieg entwarf Paul Weigmann vor allem Kirchenfenster für die während des Krieges zerstörten Kirchen, die wiederaufgebaut werden mussten. Insgesamt schuf er über 300 Glasfenster. Seine Werke befinden sich in den Kölner Kirchen St. Severin, St. Maria im Kapitol und St. Pantaleon, im Bonner Münster und in der Kirche St. Remigius, in den Domen von Mainz, Speyer, Paderborn, Worms und in der Stiftskirche St. Viktor in Xanten. 14 Kirchen in Leverkusen sind mit Fenstern von Paul Weigmann ausgestattet wie die Kirchen von Wiesdorf, St. Stephanus in Bürrig, St. Remigius in Opladen, die Kirche Heilige Drei Könige in Bergisch Neukirchen, St. Engelbert in Pattscheid oder die Küppersteger Christus-König-Kirche. Für die katholische Kirche St. Elisabeth in Opladen entwarf er das größte Holzfenster Europas mit einer Höhe von 16,5 Metern und einer Breite von 8,5 Metern.
Neben Kirchenfenstern entwarf Paul Weigmann auch Fenster für Privathäuser oder für öffentliche Gebäude wie das Spitzgiebelfenster des Bahnhofs Leverkusen-Mitte.
Weigmanns Bilder bewegen sich zwischen dem Gegenständlichen und dem Abstrakten. Häufig kehrt die Farbe Blau wieder.

## Werkverzeichnis (Auswahl)
| Ort                        | Gebäude                                               | Ausführende Glaswerkstatt      | Jahr                                                              |
| -------------------------- | ----------------------------------------------------- | ------------------------------ | ----------------------------------------------------------------- |
| Aachen                     | Katholische Kirche Heilig-Kreuz                       | Glasmalerei Oidtmann (Linnich) | 1976, 2002                                                        |
| Alfter                     | Katholische Kirche St. Matthäus                       | Glasmalerei Melchior (Köln)    | ?                                                                 |
| Baal                       | Katholische Kirche St. Brigida                        | Glasmalerei Oidtmann (Linnich) | 1970, 1972, 1974, 1981, 1982                                      |
| Baumberg                   | Katholische Kirche St. Dionysius                      | Glasmalerei Oidtmann (Linnich) | 1959                                                              |
| Baumberg                   | Katholische Kirche St. Dionysius                      | Glasmalerei Melchior (Köln)    | ?                                                                 |
| Bedburg                    | Katholische Kirche St. Lambertus                      | Glasmalerei Oidtmann (Linnich) | 1981                                                              |
| Bedburg-Rath               | Katholische Kirche St. Lucia                          | Glasmalerei Oidtmann (Linnich) | 1972                                                              |
| Bensberg                   | Katholische Kirche St. Nikolaus                       | Glasmalerei Oidtmann (Linnich) | 1959, 1962                                                        |
| Berghausen (Langenfeld)    | Katholische Kirche St. Paulus                         | Glasmalerei Melchior (Köln)    | ?                                                                 |
| Bergheim                   | Katholische Kirche St. Remigius                       | Glasmalerei Oidtmann (Linnich) | 1970, 1978, 1979, 1980, 1981, 1985, 1986, 1987, 1989, 1990, 1994, |
| Bergisch Neukirchen        | Katholische Kirche Hl. Drei Könige                    | Glasmalerei Oidtmann (Linnich) | 1970, 1971                                                        |
| Bessenich                  | Katholische Kirche St. Christopherus                  | Glasmalerei Oidtmann (Linnich) | 1968                                                              |
| Birgelen                   | Katholische Kirche St. Lambertus                      | Glasmalerei Oidtmann (Linnich) | 1968                                                              |
| Blankenberg                | Katholische Kirche St. Katharina                      | Glasmalerei Oidtmann (Linnich) | 1962, 1963, 1965                                                  |
| Bleibuir                   | Katholische Kirche St. Agatha                         | Glasmalerei Oidtmann (Linnich) | 1997, 1998                                                        |
| Blessem                    | Katholische Kirche                                    | Glasmalerei Oidtmann (Linnich) | 1961                                                              |
| Bödingen                   | Katholische Wallfahrtskirche Zur schmerzhaften Mutter | Glasmalerei Oidtmann (Linnich) | 1967, 1968, 1970, 1972,                                           |
| Bonn                       | Katholische Kirche St. Elisabeth                      | Glasmalerei Oidtmann (Linnich) | 1963                                                              |
| Bonn                       | Stiftskirche St. Johannes und Petrus                  | Glasmalerei Oidtmann (Linnich) | 1972                                                              |
| Bonn                       | Katholische Kirche St. Marien                         | Glasmalerei Oidtmann (Linnich) | 1974, 1975, 1976                                                  |
| Bonn                       | Katholische Münsterkirche St. Martinus                | Glasmalerei Oidtmann (Linnich) | 1972, 1974, 1976, 1977, 1978, 1980–82                             |
| Bonn                       | Katholische Redemptoristenkloster                     | Glasmalerei Oidtmann (Linnich) | 1983                                                              |
| Bonn                       | Katholische Kirche St. Remigius                       | Glasmalerei Oidtmann (Linnich) | 1961–65, 1967, 1969, 1970, 1971, 1977, 1979, 1983, 1984           |
| Bonn-Graurheindorf         | Katholische Kirche St. Margaretha                     | Glasmalerei Oidtmann (Linnich) | 1963, 1965, 1971                                                  |
| Bonn-Lengsdorf             | Katholische Kirche St. Peter                          | Glasmalerei Oidtmann (Linnich) | 1965                                                              |
| Bonn-Lessenich             | Katholische Kirche St. Laurentius                     | Glasmalerei Oidtmann (Linnich) | 1969                                                              |
| Bonn-Lessenich             | Katholische Kirche St. Laurentius                     | ?                              | 1985                                                              |
| Bonn-Pützchen              | Herz-Jesu-Kloster St. Adelheid                        | Glasmalerei Oidtmann (Linnich) | 1963, 1966, 1967                                                  |
| Borghorst                  | Katholische Kirche St. Nikomedes                      | Glasmalerei Oidtmann (Linnich) | 1979, 1981–83, 1985                                               |
| Breinig                    | Katholische Kirche St. Barbara                        | Glasmalerei Oidtmann (Linnich) | 1964                                                              |
| Breyell                    | Katholische Kirche St. Lambertus                      | Glasmalerei Oidtmann (Linnich) | 1960, 1961                                                        |
| Nümbrecht-Marienberghausen | Katholische Kirche St. Maria Königin                  | Glasmalerei Melchior (Köln)    | ca. 1953                                                          |
| Brühl                      | Katholische Kirche St. Margaretha                     | Glasmalerei Oidtmann (Linnich) | 1960                                                              |
| Brühl                      | Schlosskirche St. Maria zu den Engeln                 | Glasmalerei Oidtmann (Linnich) | 1967                                                              |
| Buir (Kerpen)              | Katholische Kirche St. Michael                        | Glasmalerei Oidtmann (Linnich) | 1973–76, 1979, 1981, 1988, 1992, 2000                             |
| Büren                      | Internatskapelle                                      | Glasmalerei Oidtmann (Linnich) | 1965                                                              |
| Büttgen                    | Katholische Kirche St. Adelgundis                     | Glasmalerei Oidtmann (Linnich) | 1978, 1980                                                        |
| Dattenfeld                 | Katholische Kirche St. Laurentius                     | Glasmalerei Oidtmann (Linnich) | 1961, 1966                                                        |
| Dieringhausen              | Katholische Kirche Herz-Jesu                          | Glasmalerei Oidtmann (Linnich) | 1960                                                              |
| Dürscheven                 | Katholische Kirche St. Gereon                         | Glasmalerei Oidtmann (Linnich) | 1959, 1960                                                        |
| Düsseldorf                 | Katholische Kirche St. Maximilian                     | Glasmalerei Oidtmann (Linnich) | 1959                                                              |
| Düsseldorf                 | St. Vinzenz-Krankenhaus                               | Glasmalerei Oidtmann (Linnich) | 1971                                                              |
| Düsseldorf-Hassels         | Katholische Kirche St. Antonius                       | Glasmalerei Melchior (Köln)    | ?                                                                 |
| Ehrenstein (Asbach)        | Katholische Kloster Liebfrauental                     | Glasmalerei Oidtmann (Linnich) | 1962, 1977, 1989                                                  |
| Eimeldingen                | Evangelische Kirche Eimeldingen                       | Glasmalerei Oidtmann (Linnich) | 1987                                                              |
| Elsig                      | Katholische Kirche Kreuzauffindung                    | Glasmalerei Melchior (Köln)    | 1977                                                              |
| Embken                     | Katholische Kirche St. Agatha                         | Glasmalerei Oidtmann (Linnich) | 1976                                                              |
| Ennepetal-Milspe           | Katholische Kirche                                    | Glasmalerei Oidtmann (Linnich) | 1962                                                              |
| Enzen (Zülpich)            | Katholische Kirche St. Kunibert                       | Glasmalerei Oidtmann (Linnich) | 1978                                                              |
| Euskirchen/Dom-Esch        | Katholische Kirche St. Martinus                       | Glasmalerei Melchior (Köln)    | 1992                                                              |
| Euskirchen Dom-Esch        | Katholische Kirche St. Martinus                       | Glasmalerei Oidtmann (Linnich) | 1959, 1971, 1973, 1977                                            |
| Euskirchen-Weidesheim      | Katholische Kirche Maria Himmelfahrt                  | Glasmalerei Oidtmann (Linnich) | 1969, 1972                                                        |
| Flamersheim                | Katholische Kirche St. Stephanus                      | Glasmalerei Oidtmann (Linnich) | 1981                                                              |
| Flamersheim                | Katholische Kirche St. Stephanus                      | 6 Meditative Bilder (Malerei)  | 1988                                                              |
| Fountainhill (Südafrika)   | Katholische Kirche                                    | Glasmalerei Oidtmann (Linnich) | 1982                                                              |
| Frauenberg (Euskirchen)    | Katholische Kirche St. Georg                          | Glasmalerei Oidtmann (Linnich) | 1965                                                              |
| Frechen                    | Evangelische Kirche                                   | Glasmalerei Oidtmann (Linnich) | 1973                                                              |
| Gevenich                   | Katholische Kirche Hl. Maurische Märtyrer             | Glasmalerei Oidtmann (Linnich) | 1966, 1967, 1991                                                  |
| Gielsdorf                  | Katholische Kirche Alte Kirche                        | Glasmalerei Melchior (Köln)    | 1967                                                              |
| Gladbach (Vettweiß)        | Katholische Kirche St. Petrus                         | Glasmalerei Oidtmann (Linnich) | 1979, 1984                                                        |
| Grefrath (Frechen)         | Katholische Kirche St. Mariä Himmelfahrt              | Glasmalerei Oidtmann (Linnich) | 1963, 1964, 1999                                                  |
| Großbüllesheim             | Katholische Kirche St. Michael                        | Glasmalerei Oidtmann (Linnich) | 1971, 1972, 1973                                                  |
| Grouven (Elsdorf)          | Katholische Kirche St. Brigida                        | Glasmalerei Melchior (Köln)    | 1969                                                              |
| Haltern                    | Katholische Kirche St. Laurentius                     | Glasmalerei Oidtmann (Linnich) | 1978                                                              |
| Hand (Bergisch Gladbach)   | Katholische Kirche St. Konrad                         | Glasmalerei Oidtmann (Linnich) | 1963                                                              |
| Happerschoß                | Katholische Kirche St. Remigius                       | Glasmalerei Oidtmann (Linnich) | 1959                                                              |
| Hechtsheim                 | Katholische Kirche                                    | Glasmalerei Oidtmann (Linnich) | 1971, 1973                                                        |
| Heimerzheim                | Katholische Kirche St. Kunibert                       | Glasmalerei Oidtmann (Linnich) | 1964                                                              |
| Herkenrath                 | Katholische Kirche St. Antonius Abbas                 | Glasmalerei Oidtmann (Linnich) | 1968, 1969                                                        |
| Ippendorf                  | Katholische Kirche St. Barbara                        | Glasmalerei Oidtmann (Linnich) | 1966, 1968, 1982, 1983                                            |
| Ipplendorf                 | Katholische Kirche St. Martinus                       | Glasmalerei Oidtmann (Linnich) | 1973                                                              |
| Iversheim                  | Katholische Kirche St. Laurentius                     | Glasmalerei Oidtmann (Linnich) | 1978, 1979                                                        |
| Kallmuth                   | Katholische Kirche St. Georg                          | Glasmalerei Oidtmann (Linnich) | 1974                                                              |
| Kaster                     | Katholische Kirche St. Georg                          | Glasmalerei Oidtmann (Linnich) | 1973, 1974, 1976, 1986, 1988                                      |
| Kerpen                     | Evangelische Kirche                                   | Glasmalerei Oidtmann (Linnich) | 1969                                                              |
| Kleve                      | Katholische Kirche St. Mariä Himmelfahrt              | Glasmalerei Oidtmann (Linnich) | 1986                                                              |
| Köln                       | Katholische Kirche Herz-Jesu                          | Glasmalerei Melchior (Köln)    | 1965                                                              |
| Köln                       | Katholische Kirche St. Michael                        | Glasmalerei Oidtmann (Linnich) | 1970                                                              |
| Köln                       | Katholische Kapelle Kroatenzentrum                    | Glasmalerei Oidtmann (Linnich) | 1971                                                              |
| Köln                       | Katholische Kirche St. Pantaleon                      | Glasmalerei Oidtmann (Linnich) | 1984, 1985                                                        |
| Köln                       | Katholische Kirche St. Severin                        | Glasmalerei Oidtmann (Linnich) | 1986, 1987, 1989, 1991, 1995, 1996                                |
| Köln-Dünnwald              | Katholische Kirche St. Nikolaus                       | Glasmalerei Oidtmann (Linnich) | 1959                                                              |
| Köln-Dünnwald              | Katholische Kirche St. Joseph                         | Glasmalerei Oidtmann (Linnich) | 1979, 1980, 1981, 1983, 1984, 1987                                |
| Köln-Ensen                 | Katholische Kirche St. Laurentius                     | Glasmalerei Melchior (Köln)    | 1967                                                              |
| Köln-Humboldt              | Katholische Kirche St. Engelbert                      | Glasmalerei Oidtmann (Linnich) | 1959, 1960, 1965, 1966                                            |
| Köln-Junkersdorf           | Katholische Kirche St. Pankratius                     | Glasmalerei Oidtmann (Linnich) | 1961, 1962                                                        |
| Köln-Ostheim               | Katholische Kirche St. Servatius                      | Glasmalerei Melchior (Köln)    | 1965                                                              |
| Köln-Ostheim               | Katholische Kirche Zu den heiligen Engeln             | Glasmalerei Oidtmann (Linnich) | 1986, 1988, 1989                                                  |
| Königshoven                | Katholische Kirche St. Peter                          | Glasmalerei Oidtmann (Linnich) | 1985                                                              |
| Königswinter               | Katholische Kirche St. Remigius                       | Glasmalerei Oidtmann (Linnich) | 1970                                                              |
| Kottenheim                 | Katholische Kirche St. Nikolaus                       | Glasmalerei Melchior (Köln)    | 1962                                                              |
| Kürten                     | Katholische Kirche St. Johannes Baptist               | Glasmalerei Melchior (Köln)    | 1968                                                              |
| Leverkusen-Bürrig          | Katholische Kirche St. Stephanus                      | Glasmalerei Melchior (Köln)    | 1965                                                              |
| Leverkusen-Bürrig          | Katholische Kirche St. Stephanus                      | Glasmalerei Oidtmann (Linnich) | 1976                                                              |
| Leverkusen-Küppersteg      | Katholische Kirche Christ-König                       | Glasmalerei Oidtmann (Linnich) | 1971, 1973, 1975, 1977, 1979                                      |
| Leverkusen-Wiesdorf        | Katholische Kirche Herz-Jesu                          | Glasmalerei Oidtmann (Linnich) | 1977, 1979                                                        |
| Liblar                     | Evangelische Kirche                                   | Glasmalerei Oidtmann (Linnich) | 1981                                                              |
| Lichtenberg (Morsbach)     | Katholische Kirche St. Joseph                         | Glasmalerei Oidtmann (Linnich) | 1960                                                              |
| Liedberg                   | Katholische Kirche St. Georg                          | Glasmalerei Oidtmann (Linnich) | 1979                                                              |
| Limbach (Asbach)           | Katholische Kirche St. Maria Königin                  | Glasmalerei Melchior (Köln)    | 1965                                                              |
| Lüxheim                    | Katholische Kapelle St. Nikolaus                      | Glasmalerei Oidtmann (Linnich) | 1992, 1994                                                        |
| Mainz                      | Dom                                                   | Glasmalerei Oidtmann (Linnich) | 1973, 1974                                                        |
| Mainz                      | Dom Privatkapelle des Kardinals                       | Glasmalerei Oidtmann (Linnich) | 1983                                                              |
| Mödrath                    | Katholische Kirche St. Quirinus                       | Glasmalerei Melchior (Köln)    | 1965                                                              |
| Mönchengladbach/Windberg   | Katholische Kirche                                    | Glasmalerei Oidtmann (Linnich) | 1993, 1995, 1996, 1997, 1998                                      |
| Mondorf (Niederkassel)     | Katholische Kirche St. Laurentius                     | Glasmalerei Oidtmann (Linnich) | 1966, 1970                                                        |
| Mülheim an der Ruhr/Saarn  | Katholische Kirche St. Mariä Himmelfahrt              | Glasmalerei Oidtmann (Linnich) | 1967                                                              |
| Münster                    | Evangelische Apostelkirche                            | Glasmalerei Oidtmann (Linnich) | 1990, 1992                                                        |
| Neuerburg                  | Katholische Kirche St. Nikolaus                       | Glasmalerei Oidtmann (Linnich) | 1981                                                              |
| Neuss                      | Katholische Kirche St. Marien                         | Glasmalerei Oidtmann (Linnich) | 1975                                                              |
| Neuss                      | Katholische Kirche St. Barbara                        | Glasmalerei Oidtmann (Linnich) | 1946, 1957                                                        |
| Neuss                      | Katholische Kirche St. Joseph Friedhofskapelle        | Glasmalerei Oidtmann (Linnich) | 1985                                                              |
| Niddatal/Assenheim         | Katholische Kirche                                    | Glasmalerei Oidtmann (Linnich) | 1973                                                              |
| Niederbachem               | Katholische Kirche St. Gereon                         | Glasmalerei Oidtmann (Linnich) | 1968                                                              |
| Niederelvenich             | Katholische Kirche St. Maria Königin                  | Glasmalerei Melchior (Köln)    | 1965                                                              |
| Niederelvenich             | Katholische Kirche St. Maria Königin                  | Glasmalerei Oidtmann (Linnich) | 1991                                                              |
| Oberlar                    | Katholische Kirche Hl. Familie                        | Glasmalerei Oidtmann (Linnich) | 1960, 1961, 1962, 1976                                            |
| Odendorf                   | Katholische Kirche St. Petrus und Paulus              | Glasmalerei Oidtmann (Linnich) | 1973, 1976                                                        |
| Ohlerath                   | Katholische Kapelle                                   | Glasmalerei Oidtmann (Linnich) | 1976                                                              |
| Opladen                    | Katholische Kirche St. Elisabeth                      | ?                              | 1957, 1988/1992                                                   |
| Opladen                    | Katholische Kirche St. Remigius                       | Glasmalerei Oidtmann (Linnich) | 1961–64                                                           |
| Rheinbreitbach             | Katholische Kirche St. Maria Magdalena                | Glasmalerei Oidtmann (Linnich) | 1974, 1976                                                        |
| Rosbach (Windeck)          | Katholische Kirche St. Joseph                         | Glasmalerei Oidtmann (Linnich) | 1959                                                              |
| Ruppichteroth              | Katholische Kirche St. Severin                        | Glasmalerei Oidtmann (Linnich) | 1977                                                              |
| Saeffelen                  | Katholische Kirche St. Lucia                          | Glasmalerei Melchior (Köln)    | 1980                                                              |
| Schaven                    | Katholische Kirche                                    | Glasmalerei Oidtmann (Linnich) | 1961                                                              |
| Schwalbach/Ensdorf (Saar)  | Katholische Kirche St. Marien                         | Glasmalerei Oidtmann (Linnich) | 1982                                                              |
| Selbach                    | Katholische Kirche St. Katharina                      | Glasmalerei Oidtmann (Linnich) | 1964, 1965                                                        |
| Siegburg                   | Katholische Kirche St. Anno                           | Glasmalerei Melchior (Köln)    | 1970                                                              |
| Siegburg                   | Katholische Kirche St. Servatius                      | Glasmalerei Oidtmann (Linnich) | 1961, 1995                                                        |
| Siegburg                   | Katholische Kirche St. Servatius                      | Glasmalerei Melchior (Köln)    | 1965                                                              |
| Straßfeld                  | Katholische Kirche St. Antonius                       | Glasmalerei Oidtmann (Linnich) | 1981, 1984, 1987                                                  |
| Tetz                       | Katholische Kirche St. Lambertus                      | Glasmalerei Oidtmann (Linnich) | 1970, 1992, 1993                                                  |
| Titz                       | Katholische Kirche St. Cosmas und Damian              | Glasmalerei Oidtmann (Linnich) | 1971                                                              |
| Troisdorf-Oberlar          | Pfarrkirche Hl. Familie                               | ?                              | ?                                                                 |
| Ülpenich                   | Katholische Kirche St. Kunibert                       | Glasmalerei Oidtmann (Linnich) | 1963                                                              |
| Wachendorf                 | Katholische Kirche                                    | Glasmalerei Oidtmann (Linnich) | 1977                                                              |
| Walberberg                 | Katholische Jodokuskapelle                            | Glasmalerei Oidtmann (Linnich) | 1992                                                              |
| Waldböckelheim             | Katholische Kirche St. Bartholomäus                   | Glasmalerei Oidtmann (Linnich) | 1976, 1983, 1989, 2005                                            |
| Waldbröl                   | Katholische Kirche St. Michael                        | Glasmalerei Melchior (Köln)    | 1968                                                              |
| Wevelinghoven              | Katholische Kirche St. Martinus                       | Glasmalerei Oidtmann (Linnich) | 1977                                                              |
| Wichterich                 | Katholische Kirche St. Johannes und Sebastian         | Glasmalerei Oidtmann (Linnich) | 1959                                                              |
| Wiehl                      | Katholische Kirche St. Bonifatius                     | Glasmalerei Oidtmann (Linnich) | 1971, 1972                                                        |
| Wipperfürth                | Katholische St. Josef-Krankenhaus Kapelle             | Glasmalerei Melchior (Köln)    | 1968                                                              |
| Wipperfürth                | Katholische Kirche St. Nikolaus                       | Glasmalerei Oidtmann (Linnich) | 1973                                                              |
| Wipperfürth                | Katholische Klosterkirche St. Antonius von Padua      | Glasmalerei Oidtmann (Linnich) | 1973                                                              |
| Worms                      | Dom St. Peter                                         | Glasmalerei Oidtmann (Linnich) | 1978, 1979, 1982, 1985, 1994, 2008                                |
| Xanten                     | Stiftskirche St. Viktor                               | Glasmalerei Oidtmann (Linnich) | 1971, 1973, 1978, 1980, 1982                                      |
| Zons                       | Katholische Kirche St. Martinus                       | Glasmalerei Melchior (Köln)    | 1978                                                              |
| Zülpich                    | Katholische Kirche St. Peter                          | Glasmalerei Oidtmann (Linnich) | 1963                                                              |

(Quelle: Archiv der Glasmalerei Oidtmann)